# Anton Josipović
Anton Ante Josipović (22 ottobre 1961) è un ex pugile jugoslavo, poi croato di Bosnia ed Erzegovina.

## Carriera

### Olimpiadi
Da dilettante ha vinto la medaglia d'oro nei pesi mediomassimi alle Olimpiadi di Los Angeles 1984, vestendo la maglia della Jugoslavia. Fu il terzo pugile del suo paese a salire sul gradino più alto del podio in tale categoria, dopo Mate Parlov e Slobodan Kačar

### Da professionista
È potuto passare professionista soltanto a ventinove anni, nel 1990. A torso nudo ha combattuto soltanto dieci match, vincendone otto. Tra le sue vittime l'ormai anziano Matthew Saad Muhammad, uno dei più forti mediomassimi di tutti i tempi.
Si è ritirato nel 1995, dopo aver fallito per due volte la scalata al titolo nazionale croato dei pesi massimi leggeri.